# Delarbrea michieana
Delarbrea michieana é uma espécie de Delarbrea.

## Sinônimo
- Porospermum michieanum F.Muell.